# Soultz-Haut-Rhin
Soultz-Haut-Rhin é uma comuna francesa na região administrativa de Grande Leste, no departamento Alto Reno. Estende-se por uma área de 29,63 km². Em 2010 a comuna tinha 7 192 habitantes (densidade: 242,7 hab./km²).